# Cristobal Huet
Cristobal Huet (Saint-Martin-d'Hères, 3 settembre 1975) è un hockeista su ghiaccio francese naturalizzato svizzero che gioca nel ruolo di portiere; è il secondo francese a giocare nella NHL dopo Philippe Bozon ed il primo a vincere la Stanley Cup. Dalla stagione 2012-2013 gioca per il Lausanne HC.

## Statistiche
Statistiche aggiornate a luglio 2012.

### Club
| Stagione  | Squadra             | Stagione regolare | Stagione regolare | Stagione regolare | Stagione regolare | Playoff | Playoff | Playoff |
| Stagione  | Squadra             | Lega              | P                 | GAA               | SVS%              | P       | GAA     | SVS%    |
| --------- | ------------------- | ----------------- | ----------------- | ----------------- | ----------------- | ------- | ------- | ------- |
| 1994-1995 | Grenoble            | France            | -                 | -                 | -                 | 7       | -       | -       |
| 1995-1996 | Grenoble            | France            | -                 | -                 | -                 | 0       | -       | -       |
| 1996-1997 | Grenoble            | France            | -                 | -                 | -                 | 11      | 0       | 0       |
| 1997-1998 | Grenoble            | France            | 41                | -                 | -                 |         |         |         |
| 1998-1999 | Lugano              | NLA               | 21                | 2.73              | -                 | 10      | 2.1     | -       |
| 1999-2000 | Lugano              | NLA               | 31                | 1.59              | -                 | 13      | 2.23    | -       |
|           | Lugano              | EHL               | 10                | 3.17              | 0.869             | 4       | 3.67    | .881    |
| 2000-2001 | Lugano              | NLA               | 39                | 1.95              | -                 | 18      | 2.05    | -       |
| 2001-2002 | Lugano              | NLA               | 39                | 2.76              | -                 | 1       | 3       | -       |
| 2002-2003 | Los Angeles Kings   | NHL               | 12                | 2.33              | 0.913             | -       | -       | -       |
|           | Manchester Monarchs | AHL               | 30                | 2.29              | 0.922             | 1       | 8.08    | .778    |
| 2003-2004 | Los Angeles Kings   | NHL               | 42                | 2.43              | 0.907             |         |         |         |
| 2004-2005 | Adler Mannheim      | DEL               | 36                | 2.79              | 0.915             | 14      | 2.82    | .919    |
| 2005-2006 | Montréal Canadiens  | NHL               | 36                | 2.2               | 0.929             | 6       | 2.33    | .929    |
|           | Hamilton Bulldogs   | AHL               | 4                 | 3.79              | 0.862             | -       | -       | -       |
| 2006-2007 | Montréal Canadiens  | NHL               | 42                | 2.81              | 0.916             |         |         |         |
| 2007-2008 | Montréal Canadiens  | NHL               | 39                | 2.56              | 0.916             | -       | -       | -       |
|           | Washington Capitals | NHL               | 13                | 1.63              | 0.936             | 7       | 2.93    | .909    |
| 2008-2009 | Chicago Blackhawks  | NHL               | 41                | 2.53              | 0.909             | 3       | 3.23    | .910    |
| 2009-2010 | Chicago Blackhawks  | NHL               | 48                | 2.5               | 0.895             | 1       | 0       | 1.000   |
| 2010-2011 | Gottéron            | NLA               | 41                | 2.86              | 0.919             | 4       | 5.33    | .763    |
| 2011-2012 | Gottéron            | NLA               | 39                | 2.12              | 0.920             | 11      | 2.41    | .910    |

### Nazionale
| Stagione  | Livello    | Risultati    | Risultati | Risultati | Risultati |
| Stagione  | Livello    | Competizione | P         | GAA       | SVS%      |
| --------- | ---------- | ------------ | --------- | --------- | --------- |
| 1991-1992 | France U18 | EJC-18 B     | 3         | 1.62      | 0.929     |
| 1992-1993 | France U18 | EJC-18 B     | 6         | 2.29      | -         |
| 1994-1995 | France U20 | WJC-20 B     | 7         | 2.14      | 0.899     |
| 1996-1997 | France     | WC           | -         | 4.99      | 0.847     |
| 1997-1998 | France OG  | OG           | -         | -         | -         |
|           | France     | WC           | -         | -         | -         |
| 1998-1999 | France     | WC           | 1         | 6         | 0.714     |
| 1999-2000 | France     | WC           | 4         | 2.76      | 0.892     |
| 2000-2001 | France     | WC D1        | 4         | 2.25      | 0.886     |
| 2001-2002 | France OG  | OG           | 3         | 3.36      | 0.884     |
|           | France     | WC D1        | 5         | 1         | 0.938     |
| 2003-2004 | France     | WC           | 4         | 5.19      | 0.851     |
| 2007-2008 | France     | WC           | 5         | 3.6       | 0.911     |
| 2010-2011 | France     | WC           | 6         | 3.41      | 0.913     |

## Palmarès

### Club
- Stanley Cup: 1:

 Chicago Blackhawks: 2009-10
- Campionato svizzero: 1:

 Lugano: 1998-99
- Campionato francese: 1

 Brûleurs de Loups: 1997-98

### Nazionale
- Campionato del mondo - D1: 1 secondo posto

 Francia: 2001

### Individuale
- National Hockey League:

2005-06: Best SVS% (.929)
- Lega Nazionale A:

1999-00, 2000-01: goalie of the Year
- Ligue Magnus:

1996-97, 1997-98: Best Goaltender "Jean Ferrand Trophy"
1997-98: Best French Player "Albert Hassler Trophy"
- Campionato del mondo:

2010-11: Top 3 Player on Team
- Campionato del mondo - D1:

2001-02: Best Goaltender